# Castillon-en-Couserans
Castillon-en-Couserans è un comune francese di 421 abitanti situato nel dipartimento dell'Ariège nella regione dell'Occitania.

## Società

### Evoluzione demografica
Abitanti censiti